# Ultra-Lightweight TT

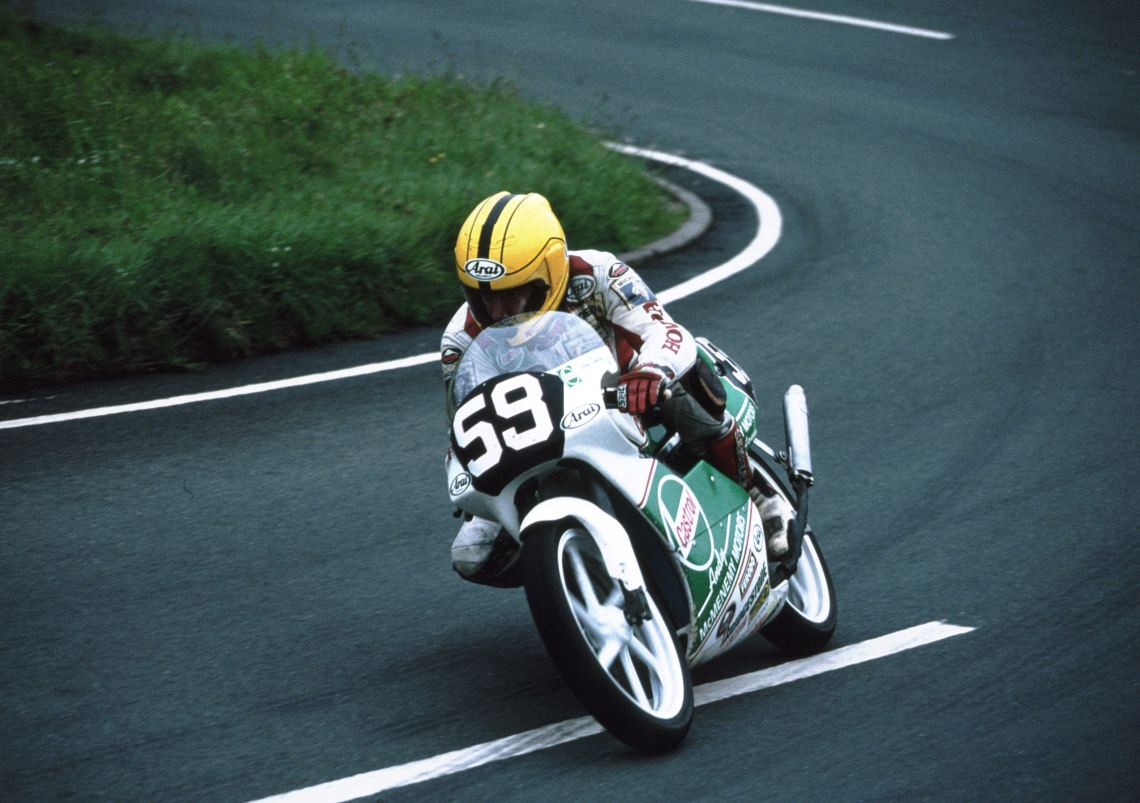
Joey Dunlop durante la Ultra-Lightweight del 1992

La Ultra-Lightweight TT era una competizione motociclistica che si svolgeva durante il Tourist Trophy, evento che si tiene ogni anno sull'Isola di Man. Dal 1951 al 1976 era parte del motomondiale. Dal 1954 al 1959 la gara veniva disputata sul Clypse Course. A causa del ridotto numero di iscritti la gara, a partire dall'edizione 2005 è stata eliminata dall'evento.

## Storia
La prima edizione dell'Ultra-Lightweight TT si tenne durante il Tourist Trophy del 1924. Potevano partecipare motociclette la cui cilindrata non superasse i 175 cm³. Il percorso era lo Snaefell Mountain Course che veniva percorso per tre volte. Risultò vincitore Jack Porter su New Imperial che concluse la gara alla velocità media di 82,41 km/h (51,21 miglia orarie). La gara venne ripetuta anche nel 1925 ma venne poi eliminata a partire dal Tourist Trophy dell'anno successivo. Fu reintrodotta nel 1951. La cilindrata delle motociclette era ora limitata a 125 cm³. La gara venne nuovamente eliminata a partire dal 1975 per essere nuovamente riproposta con l'edizione 1989 del Tourist Trophy per rimanere in calendario fino al 2004. Anche in questo caso la cilindrata massima ammessa era di 125 cm³.

## Cronologia
- 1924-1925 - Motociclette con cilindrata massima di 175 cm³
- 1926-1950 - Non disputata
- 1951-1953 - Ammesse moto con cilindrata massima di 125 cm³
- 1954-1959 - La gara veniva svolta sul Clypse Course
- 1964-1974 - Ritorno sullo Snaefell Mountain Course
- 1975-1988 - Non disputata
- 1989-2004 - Ammesse moto con cilindrata massima di 125 cm³. La gara veniva svolta sullo Snaefell Mountain Course
- dal 2005     - Non disputata

## Fonti
- 2006 Official TT Race Guide